# Stephen Gostkowski
Stephen Carroll Gostkowski (nascido em 28 de janeiro de 1984) é um jogador de futebol americano aposentado que jogava como Kicker na National Football League (NFL). Ele foi selecionado pelo New England Patriots na quarta rodada do Draft de 2006 e defendeu esse time até 2019.
Gostkowski, que jogou Futebol americano universitário e beisebol na Universidade de Memphis, é o jogador com mais chutes certos na história dos Patriots e, a partir do final da temporada de 2018, o terceiro com mais chutes certos na história da NFL. Ele também é um artilheiro consistente e prolífico: ele é apenas o segundo jogador na história da NFL a marcar 500 pontos em suas primeiras quatro temporadas, e o primeiro a marcar 1.000 pontos em suas oito primeiras temporadas na liga. Gostkowski também detém o recorde de maior média de pontos por jogo marcado ao longo de uma carreira (8,75 pontos por jogo a partir do final da temporada de 2015), e é o primeiro jogador desde a fusão AFL-NFL a liderar a liga em mais de duas temporadas consecutivas (2012–2015; ele também liderou a liga em pontuação em 2008). Em 2014, ele se tornou o jogador com mais pontos na história dos Patriots, superando Adam Vinatieri. A partir de 2016, ele também é o líder de todos os tempos dos Patriots em field goals, e detém o recorde da NFL para pontos extras consecutivos com 479 (523 incluindo pós-temporada).

## Primeiros anos
Gostkowski se formou na Madison Central High School em Madison, Mississippi, em 2002. Enquanto esteve lá, ele jogava no time de futebol americano, beisebol e futebol (soccer) . Gostkowski detém o recorde escolar de field goal mais longo, um chute de 55 jardas. Seus colegas de equipe da Madison Central incluíram o atual executivo do San Francisco 49ers, Parys Haralson, e o ex-center do Tennessee Titans, Chris Spencer.
Seu apelido mais comum era "Beaver"; ele perdeu dois dentes da frente jogando hockey e tinha dentes falsos que eram muito grandes colocados como substitutos. Enquanto estava em Memphis, ele foi apelidado de "Gotti" pelo treinador dos Tigers, Tommy West, porque West não conseguiu pronunciar corretamente o nome dele.

## Carreira universitária
Gostkowski frequentou a Universidade de Memphis, onde jogou pelo time de futebol americano e se formou em ciência do esporte e do exercício.
Ele terminou sua carreira universitária com um total de 369 pontos, um recorde escolar e 13° geral na história da Divisão I-A da NCAA, convertendo 70 de 92 field goals e 159 de 165 pontos extras (PATs) durante sua carreira. Seus 70 FGs e 159 PATs estabeleceram recordes escolares anteriormente mantidos por Joe Allison (1990–1993). Ele foi nomeado Jogador do Ano de 2005 da Special USA.
Em 2005, em sua última temporada, Gostkowski jogou com um uniforme parecido com o uniforme da NFL, assim, os caçadores de talentos da NFL poderiam projetar com mais precisão seu potencial.
Em um jogo de 2005 contra o Houston, Gostkowski conseguiu o raro feito de recuperar seu próprio onside kick.

## Carreira profissional

### Temporada de 2006
Gostkowski foi selecionado pelo New England Patriots na quarta rodada do Draft de 2006 com a 118ª escolha geral. Durante os treinos dos Patriots de 2006, ele competiu com o veterano kicker Martín Gramática, que os Patriots haviam contratado como um agente livre depois que Adam Vinatieri assinou com o Indianapolis Colts. Em 23 de agosto de 2006, antes de seu terceiro jogo de pré-temporada, os Patriots cortaram Gramática e deram o posto de titular ao novato Gostkowski. Desde a dispensa de Gramática, Gostkowski não enfrentou nenhuma concorrência.
Durante a pré-temporada de 2006, Gostkowski foi perfeito em chutes e PATs fazendo um total de 38 pontos. Em 26 de novembro de 2006, Gostkowski fez o maior chute na temporada regular de sua jovem carreira, um chute de 52 jardas contra o Chicago Bears, que também é o chute mais longo já feito no Gillette Stadium. Gostkowski terminou a temporada de 2006 como o novato de maior pontuação, com 103 pontos (20 field goals e 43 PATs), superando os 96 pontos marcados pelo running back do Jacksonville Jaguars, Maurice Jones-Drew.

#### Pós-temporada de 2006
No Wild card da pós-temporada de 2006 contra o New York Jets, Gostkowski foi perfeito em todas as suas tentativas de chute, convertendo três tentativas de field goal (de 20, 40 e 28 jardas) e quatro pontos extras.
No Divisional Round contra o San Diego Chargers, Gostkowski fez três dos três field goals, incluindo um chute de 50 jardas que foi o mais longo chute certo na história da pós-temporada dos Patriots. Ele também acertou um field goal de 34 jardas no terceiro quarto e um de 31 jardas com 1:10 sobrando no quarto que fez dele apenas o terceiro novato da NFL a tentar um chute de desempate no quarto quarto ou nas prorrogações.
NA Final da AFC, Gostkowski novamente converteu todos os seus chutes (dois field goals e quatro PATs) e registrou dois touchbacks em kickoffs.

### Temporada de 2007
Embora Gostkowski tenha ficado em 30º em tentativas de field goals nas primeiras 12 semanas da temporada da NFL (16 tentativas, 14 convertidas), ele conseguiu igualar sua pontuação total de 2006 nessas 12 semanas, graças a 61 tentativas de pontos extras. todas convertidas. Na semana 15, contra os Jets, Gostkowski quebrou o recorde de Uwe von Schamann, antigo recordista do Miami Dolphins, para mais PATs convertidos em uma temporada, com sua 67ª tentativa bem-sucedida. Gostkowski terminou a temporada com 74–74 em PATs, superando o recorde de Jeff Wilkins de 64-64 no St. Louis Rams. (Esses recordes foram superados por Matt Prater, do Denver Broncos, em 2013)
Gostkowski também marcou 21 field goal para terminar com 137 pontos na temporada, a terceiro maior marca de qualquer jogador naquele ano.

#### Pós-temporada de 2007
Gostkowski fez dois field goals na pós-temporada, ambos no jogo contra o Jacksonville Jaguars. Na vitória na Final da AFC sobre o San Diego Chargers, ele converteu as três tentativas de pontos extras. No Super Bowl XLII contra o New York Giants, ele converteu duas tentativas de ponto extra na derrota por 17-14.

### Temporada de 2008
Em outubro, Gostkowski, depois de ter 9-10 nos field goals e 11-11 nos PATs, fazendo no total 38 pontos, foi eleito pela primeira vez em sua carreira como Jogador Times Especiais do mês da AFC.
Na semana 16, Gostkowski teve o jogo de maior pontuação de sua carreira na NFL, convertendo 4 field goals e 5 PATs. O desempenho de 17 pontos deu a ele um total de 34 field goals. Gostkowski terminou a temporada com 148 pontos, a 13º marca mais alta na história da NFL.
Em dezembro de 2008, Gostkowski foi selecionado para sua primeira aparição no Pro Bowl como kicker da AFC; sua seleção foi o resultado dos votos dos jogadores e treinadores, já que ele não terminou entre os cinco primeiros na votação dos fãs. A Associated Press também votou ele para o All-Pro First Team pela primeira vez; ele recebeu 28 dos 50 votos.

### Temporada de 2009

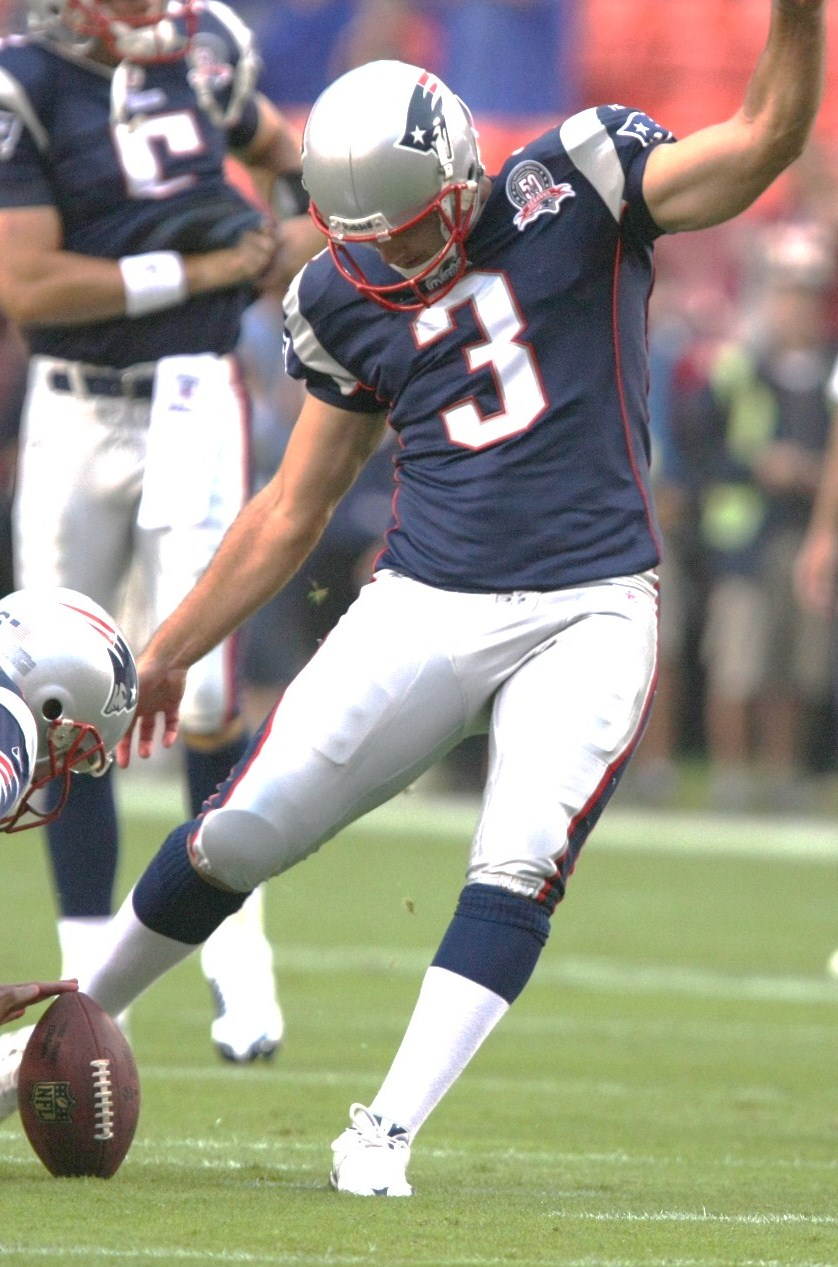
Gostkowski na pré-temporada de 2009

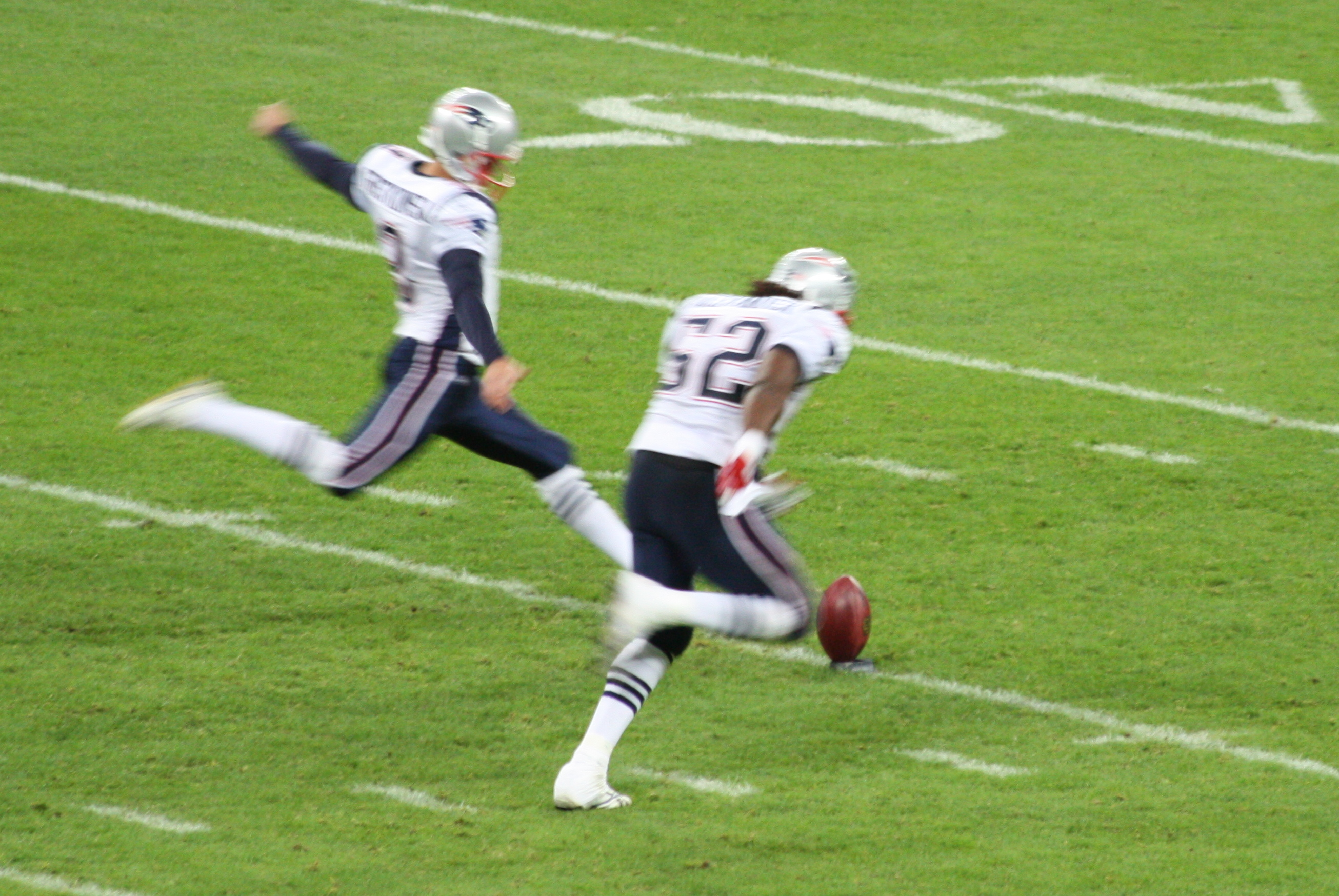
Gostkowski em outubro de 2009.

Gostkowski ganhou seu primeiro prêmio de Jogador de Times Especiais da semana da AFC na Semana 9 dos Patriots contra o Miami Dolphins, no qual ele registrou quatro field goals.
Gostkowski terminou a temporada com 26 field goals (83,9%). Ele foi perfeito em pontos extras, 47-de-47, e teve uma média de 67,8 jardas em kickoffs.

### Temporada de 2010
O contrato de Gostkowski expirou após a temporada de 2009, o que normalmente o tornaria um agente livre irrestrito. Como resultado do contrato de negociação coletiva da NFL-NFLPA, no entanto, Gostkowski tornou-se um agente livre restrito. Em 26 de agosto de 2010, os Patriots assinaram com Gostkowski uma prorrogação de quatro anos, que acrescentou quatro anos ao seu contrato de um ano; a extensão lhe deu US $ 14 milhões de 2011 a 2014, com US $ 5 milhões garantidos.
Gostkowski começou a temporada de 2010 perdendo três de suas quatro primeiras tentativas de field goal em dois jogos. No entanto, na semana 4, contra os Miami Dolphins, Gostkowski registrou cinco touchbacks em um único jogo; duas semanas depois, Gostkowski deu a vitória aos Patrios contra o Baltimore Ravens com um field goal.
Na semana 9, Gostkowski foi incapaz de terminar o jogo dos Patriots contra o Cleveland Browns depois de sofrer uma lesão na coxa; ele foi substituído pelo wide receiver Wes Welker. Três dias depois, em 10 de novembro, os Patriots colocaram Gostkowski na lista de lesionados e ele não jogou mais na temporada. Os Patriots assinaram com o veterano kicker Shayne Graham para substituí-lo.
Gostkowski terminou a temporada reduzida com 10 field goals (76,9%) e com 26-de-26 em suas tentativas de ponto extra.

### Temporada de 2011
Como Gostkowski se recuperou de sua lesão no quadríceps, pela primeira vez desde sua temporada de estreia, ele não foi o único kicker no campo de treinamento; os Patriots trouxeram Chris Koepplin, ex-kicker da Universidade de Massachusetts, para ajudar a gerenciar a carga de trabalho de Gostkowski; eles dispensaram Koepplin antes do início da temporada.
Gostkowski terminou a temporada com 143 pontos, cinco abaixo da sua melhor marca da carreira; ele fez 28 dos 33 field goal e todas as 59 tentativas de ponto extra. Gostkowski foi um dos dois kickers a marcar cinco ou mais pontos em todos os jogos em 2011 (o outro foi David Akers).
No final da temporada de 2011, Gostkowski e os Patriots jogaram no Super Bowl XLVI. Ele converteu dois pontos extras e um field goal, mas os Patriots perderam por 21-17 para o New York Giants.

### Temporada de 2012
Na temporada de 2012, Gostkowski converteu todas as 66 tentativas de ponto extra e 29 de 35 tentativas de field goal. Na semana 11, na vitória por 59-24 sobre o Indianapolis Colts, ele teve oito pontos extras convertidos e um field goal de 31 jardas.
Com 153 pontos no total, ele ganhou o título de maior pontuador da temporada de 2012.

### Temporada de 2013

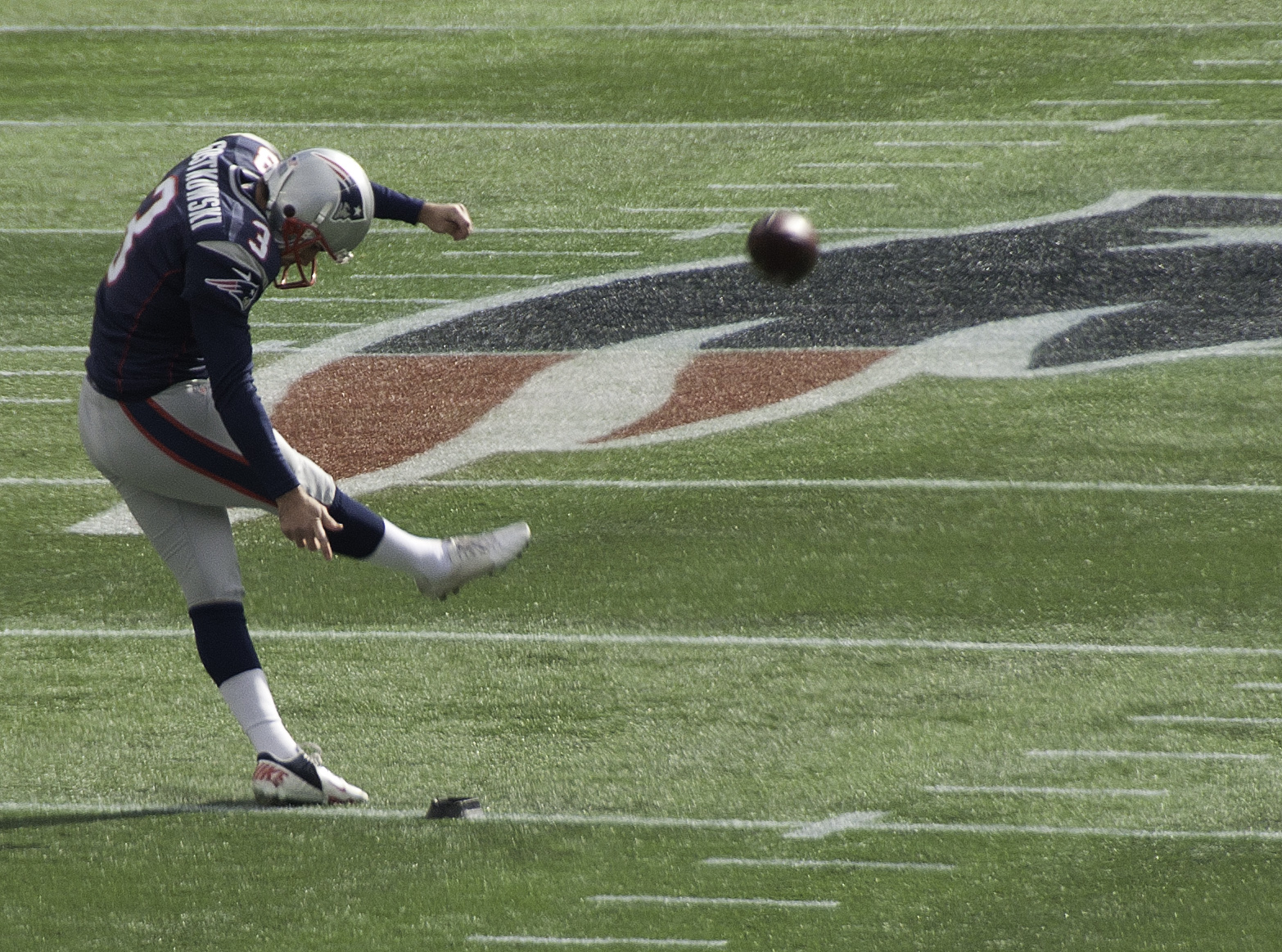
Gostkowski durante a temporada de 2013

Gostkowski estabeleceu um recorde do New England Patriots de mais field goals em uma temporada com 38 acertos em 41 tentativas.
Em 20 de janeiro de 2014, ele foi nomeado para seu segundo Pro Bowl, substituindo Matt Prater do Denver Broncos, que estava jogando no Super Bowl XLVIII.

### Temporada de 2014
Na vitória contra o Miami Dolphins, Gostkowski quebrou a marca de mais jogos pontuando com os Patriots com seu 134° jogo com pontuação.
Gostkowski terminou a temporada com 35 field goal em 37 tentativas (94,6%), liderando mais uma vez a NFL. Ele foi homenageado com sua terceira seleção para o Pro Bowl e foi selecionado como um segundo time All-Pro (atrás de Vinatieri).
Gostkowski ganhou seu primeiro anel do Super Bowl quando os Patriots derrotaram os Seahawks por 28-24. Ele não chutou nenhum field goal, mas fez quatro pontos extras.

### Temporada de 2015
Na semana 3, uma vitória sobre o Jacksonville Jaguars, Gostkowski registrou seu 423° ponto extra consecutivo, quebrando o recorde de Matt Stover de 422. Nas primeiras três semanas, ele converteu 14 dos 14 pontos extras e 7 dos 7 field goals e foi nomeado o Jogador do Mês das Equipes Especiais da AFC pela terceira vez em sua carreira.
Contra o New York Giants em 15 de novembro, ele superou Adam Vinatieri como líder de todos os tempos dos Patriots em field goals. Na semana 11, em uma vitória por 20-13 sobre o Buffalo Bills, Gostkowski perdeu uma tentativa de field goal de 54 jardas; foi sua primeira falha desde 30 de novembro de 2014 e sua primeira falha em casa desde a segunda semana da temporada de 2013. Ele terminou a temporada com 151 pontos, marcando a quarta temporada consecutiva em que ele ultrapassou os 150 pontos; Nenhum outro jogador na história da NFL marcou 150 pontos mais do que uma vez.
Gostkowski foi escolhido como um dos dois kickers para o Pro Bowl de 2015; foi a terceira indicação consecutiva de Gostkowski e a quarta geral.
No AFC Championship Game contra o Denver Broncos, Gostkowski perdeu seu primeiro ponto extra desde 2006 e apenas o segundo de sua carreira, encerrando uma sequência de 523 tentativas consecutivas de sucesso. Depois que os Patriots foram derrotados por 20-18, após uma falha de dois pontos, perto do final do jogo, Gostkowski se culpou pela derrota. No entanto, Gostkowski, que também marcou dois field goals durante o jogo, foi defendido pelo técnico dos Patriots, Bill Belichick, e pelos companheiros Julian Edelman, Logan Ryan, Tom Brady, Rob Gronkowski, Danny Amendola e Malcolm Butler. Foi também a sua primeira falha em 56 tentativas desde que a NFL mudou o local para pontos extras da linha de 2 jardas de volta para a linha de 15 jardas.

### Temporada de 2016
Ele ganhou o prêmio de Jogador de Times Especiais da Semana na semana 13 por fazer todas as quatro tentativas de field goal, incluindo três de mais de 45 jardas e converteu dois pontos extras.
Gostkowski perdeu um ponto extra na semana 6 contra o Cincinnati Bengals para terminar seu recorde de temporada regular em 479. Ele terminou a temporada empatado em oitavo no ranking de pontuação com 127 pontos (27 de 32 field goals e 46 de 49 pontos extras); é a primeira vez desde 2011 que Gostkowski não liderou a NFL na pontuação.
Gostkowski apareceu em um comercial da Pepsi durante os playoffs de 2017, junto com os wide receiver Odell Beckham Jr. e Antonio Brown.
Gostkowski é o primeiro placekicker na história do Super Bowl a ganhar o Super Bowl sem conseguir converter um ponto extra. No Super Bowl LI, Gostkowski perdeu o ponto extra no primeiro touchdown dos Patriots e eles tentaram a conversões de dois pontos em seus segundo e terceiro touchdowns, e no touchdown final dos Patriots, na prorrogação, o ponto extra não foi necessário. Na vitória por 34-28 contra o Atlanta Falcons, Gostkowski acertou um field goal de 41 jardas no segundo quarto e um de 33 jardas no quarto quarto.

### Temporada de 2017
Na semana 4, durante uma derrota de 33-30 contra o Carolina Panthers, Gostkowski estabeleceu um novo recorde de franquia, fazendo um field goal de 58 jardas, batendo o recorde de 57 jardas que ele compartilhava com Adam Vinatieri. Ele quebrou o recorde no jogo da semana 11 contra o Oakland Raiders na Cidade do México, chutando um field goal de 62 jardas. Nesse jogo, Gostkowski fez quatro field goals e ganhou o prêmio de Jogador de Times Especiais da Semana.
Na temporada regular de 2017, Gostkowski fez 45-de-47 em tentativas de ponto extra e 37-de-40 em tentativas de field goal. Seus 156 pontos foram o segundo maior número na NFL, atrás apenas de Greg Zuerlein do Los Angeles Rams. Foi a quinta vez que Gostkowski chegou a marca de 150 pontos em sua carreira.
Gostowski jogou no Super Bowl LII empatando o recorde de Adam Vinatieri em jogar em cinco Super Bowls como kicker. Os Patriots não conseguiram o bi-campeonato depois de perder por 41-33 para o Philadelphia Eagles. No Super Bowl, Gostowski perdeu um field goal e um PAT no segundo quarto.

### Temporada de 2018
Gostkowski terminou 2018 como o sexto kicker em quantidade de pontos, com 130 marcados. Ele também quebrou o recorde de maior quantidade de Super Bowls jogados por um chutador (seis), quebrando a marca de Adam Vinatieri.
No Super Bowl LIII contra o Los Angeles Rams, Gostkowski perdeu um field goal e acertou dois na vitória dos Patriots. Ele acertou um chute de 41 jardas com menos de dois minutos restantes para garantir a liderança de sua equipe, por 13 a 3.

### Temporada de 2019
Em 9 de abril de 2019, Gostkowski renovou seu contrato com os Patriots por dois anos, valendo US$ 8,5 milhões de dólares.
Em 2 de outubro, como resultado de uma lesão no quadril esquerdo que ele sofreu, Gostkowski foi colocado na reserva de machucado, encerrando sua temporada, pela segunda vez na sua carreira de quatorze anos. Mike Nugent virou seu substituto, mas ele foi logo dispensado. Nick Folk foi então contratado mas também foi dispensado para dar lugar a Kai Forbath. Folk eventualmente voltou para os Patriots e virou o kicker do time pelo resto da temporada.
Em 23 de março de 2020, Gostkowski foi liberado pelos Patriots após quatorze anos com o time.

## Estatísticas

### Temporada regular
|       |       |       | Field Goal | Field Goal | Field Goal | Field Goal | Field Goal | Field Goal | Field Goal | Field Goal | Field Goal | Extra Point | Extra Point | Extra Point | Total  |
| Ano   | Time  | Jogos | Acertos    | Tentativas | %          | <20        | 20–29      | 30–39      | 40–49      | 50+        | Longos     | Acertos     | Tentativas  | %           | Pontos |
| ----- | ----- | ----- | ---------- | ---------- | ---------- | ---------- | ---------- | ---------- | ---------- | ---------- | ---------- | ----------- | ----------- | ----------- | ------ |
| 2006  | NE    | 16    | 20         | 26         | 76,9%      | 0          | 11         | 10         | 4          | 1          | 52         | 43          | 44          | 97,7%       | 103    |
| 2007  | NE    | 16    | 21         | 24         | 87,5%      | 0          | 10         | 9          | 5          | 0          | 45         | 74          | 74          | 100%        | 137    |
| 2008  | NE    | 16    | 36         | 40         | 90%        | 0          | 12         | 16         | 11         | 1          | 50         | 40          | 40          | 100%        | 148    |
| 2009  | NE    | 16    | 26         | 31         | 83,9%      | 0          | 7          | 13         | 8          | 3          | 53         | 47          | 47          | 100%        | 125    |
| 2010  | NE    | 8     | 10         | 13         | 76,9%      | 0          | 2          | 7          | 3          | 1          | 43         | 26          | 26          | 100%        | 56     |
| 2011  | NE    | 16    | 28         | 33         | 84,8%      | 1          | 13         | 6          | 11         | 2          | 50         | 59          | 59          | 100%        | 143    |
| 2012  | NE    | 16    | 29         | 35         | 82,9%      | 0          | 8          | 12         | 13         | 2          | 53         | 66          | 66          | 100%        | 153    |
| 2013  | NE    | 16    | 38         | 41         | 92,7%      | 1          | 8          | 13         | 13         | 6          | 54         | 44          | 44          | 100%        | 158    |
| 2014  | NE    | 16    | 35         | 37         | 94,6%      | 1          | 11         | 10         | 12         | 1          | 53         | 51          | 51          | 100%        | 156    |
| 2015  | NE    | 16    | 33         | 36         | 91,7%      | 0          | 6          | 11         | 12         | 4          | 57         | 52          | 52          | 100%        | 151    |
| 2016  | NE    | 16    | 27         | 32         | 84,4%      | 0          | 9          | 7          | 9          | 2          | 53         | 46          | 49          | 93,9%       | 127    |
| 2017  | NE    | 16    | 37         | 40         | 92,5%      | 0          | 16         | 9          | 8          | 4          | 62         | 45          | 47          | 95,7%       | 156    |
| 2018  | NE    | 16    | 27         | 32         | 84,4%      | 0          | 11         | 10         | 4          | 2          | 52         | 49          | 50          | 98%         | 130    |
| 2019  | NE    | 4     | 7          | 8          | 87,5%      | 0          | 3          | 3          | 1          | 0          | 41         | 11          | 15          | 73,3%       | 32     |
| Total | Total | 204   | 374        | 428        | 87,4%      | 3          | 123        | 127        | 96         | 25         | 62         | 653         | 664         | 98,3%       | 1 775  |

Estatísticas a partir do final da temporada regular de 2019

### Playoffs
|       |       |       | Field Goal | Field Goal | Field Goal | Field Goal | Field Goal | Field Goal | Field Goal | Field Goal | Field Goal | Extra Point | Extra Point | Extra Point | Total  |
| Ano   | Time  | Jogos | Acertos    | Tentativas | %          | <20        | 20–29      | 30–39      | 40–49      | 50+        | + Longe    | Acertos     | Tentativas  | %           | Pontos |
| ----- | ----- | ----- | ---------- | ---------- | ---------- | ---------- | ---------- | ---------- | ---------- | ---------- | ---------- | ----------- | ----------- | ----------- | ------ |
| 2006  | NE    | 3     | 8          | 8          | 100%       | 0          | 3          | 2          | 2          | 1          | 50         | 9           | 9           | 100%        | 33     |
| 2007  | NE    | 3     | 1          | 2          | 50%        | 0          | 0          | 1          | 0          | 0          | 35         | 9           | 9           | 100%        | 12     |
| 2009  | NE    | 1     | 0          | 1          | 00%        | 0          | 0          | 0          | 0          | 0          | 0          | 2           | 2           | 100%        | 2      |
| 2011  | NE    | 3     | 5          | 5          | 100%       | 0          | 4          | 1          | 0          | 0          | 35         | 10          | 10          | 100%        | 25     |
| 2012  | NE    | 2     | 4          | 4          | 100%       | 0          | 1          | 3          | 0          | 0          | 38         | 6           | 6           | 100%        | 18     |
| 2013  | NE    | 2     | 1          | 1          | 100%       | 0          | 0          | 0          | 1          | 0          | 47         | 6           | 6           | 100%        | 9      |
| 2014  | NE    | 3     | 1          | 1          | 100%       | 0          | 1          | 0          | 0          | 0          | 21         | 15          | 15          | 100%        | 18     |
| 2015  | NE    | 2     | 4          | 4          | 100%       | 0          | 0          | 2          | 2          | 0          | 46         | 3           | 4           | 75%         | 15     |
| 2016  | NE    | 3     | 7          | 7          | 100%       | 1          | 1          | 2          | 3          | 0          | 47         | 7           | 9           | 77%         | 28     |
| 2017  | NE    | 3     | 3          | 5          | 60%        | 0          | 1          | 1          | 1          | 0          | 45         | 11          | 12          | 91,7%       | 20     |
| 2018  | NE    | 3     | 5          | 6          | 83,3%      | 0          | 1          | 1          | 3          | 0          | 47         | 10          | 10          | 100%        | 25     |
| Total | Total | 28    | 39         | 44         | 88,6%      | 1          | 12         | 13         | 12         | 1          | 50         | 88          | 92          | 95,7%       | 205    |

A partir do final da temporada de 2018.